# Mansho Mitsuru
Mitsuru Mansho (sinh ngày 16 tháng 4 năm 1989) là một cầu thủ bóng đá người Nhật Bản.

## Sự nghiệp câu lạc bộ
Mitsuru Mansho đã từng chơi cho Mito HollyHock và Fujieda MYFC.